# フローニンゲン
フローニンゲン（オランダ語：Groningen [ˈɣroːnɪŋə(n)] ( 音声ファイル)、フローニン語：Grunn, Grunnen、西フリジア語：Grins）は、オランダのフローニンゲン州にある基礎自治体（ヘメーンテ）で、オランダ北部における商工業の中心都市。

## 歴史
この街はオランダで最も北にある砂丘列（ホンツルフ、Hondsrug）の上に造られている。歴史書に初めてこの町が登場するのが1040年のことである。しかしながら、考古学的資料よりこの場所には紀元前3950年から3720年の間の遺構が残されている事から、この頃には既に人が住むようになっていたと考えられる。紀元前3世紀頃には大規模な集落が存在したことが発掘により分かっている。
1040年ドイツ王ハインリヒ3世はカロリング朝以来の国王荘館 <villa Gruoninga> をユトレヒト教会に寄進した。11世紀後半以降フローニンゲンはユトレヒト司教の裁判管轄権のもと、貨幣鋳造権と通行税徴収権を有する重要な市場町であり、12世紀にはフローニンゲンの商人はラインラント、スカンディナヴィア、イングランドとの貿易に従事した。1258年には <Oldermänner> と称する人物によって構成される自治組織が、14世紀には「市長」の存在が言及されているが、彼らは商人ツンフト会員出身であった。15世紀司教の代理人というべき<praefectus>を排除して近隣地域を経済・裁判管轄・行政の面で支配した。12世紀、市をめぐる濠が築かれたが、1300年頃、西に拡大された。14世紀中頃には市城壁と二重濠により囲まれた。1470年頃、市内の面積は約 75 ha、人口約12000であった。
13世紀にはフローニンゲンは城壁に囲まれた重要な商業都市であった。15世紀末にはフリースラント地方を統括する都市として、この地域に大きな影響を与えていた。この頃、旧市街中心にあるマルティニ教会の塔も建てられた。高さ127mのこの塔は当時ヨーロッパで最も高い塔であった。ネーデルラントがスペインから独立する契機となった1568年から1648年にかけての80年戦争において、ネーデルラント側に加勢したフローニンゲンは、後にネーデルラント連邦共和国に加わり独立都市の地位を失った。1614年にはフローニンゲン大学が設立され、主に宗教教育を行うようになる。また、ほぼ同時期に市街地拡張のため新しい城壁が築かれた。1672年の第三次英蘭戦争で、この城壁が敵の攻撃に対して見事に耐えたことを称えて、現在8月28日の花火祭が行われている。第二次世界大戦では旧市街のフローテ・マルクト広場周辺が大規模に破壊された（1945年のフローニンゲンの戦い）。

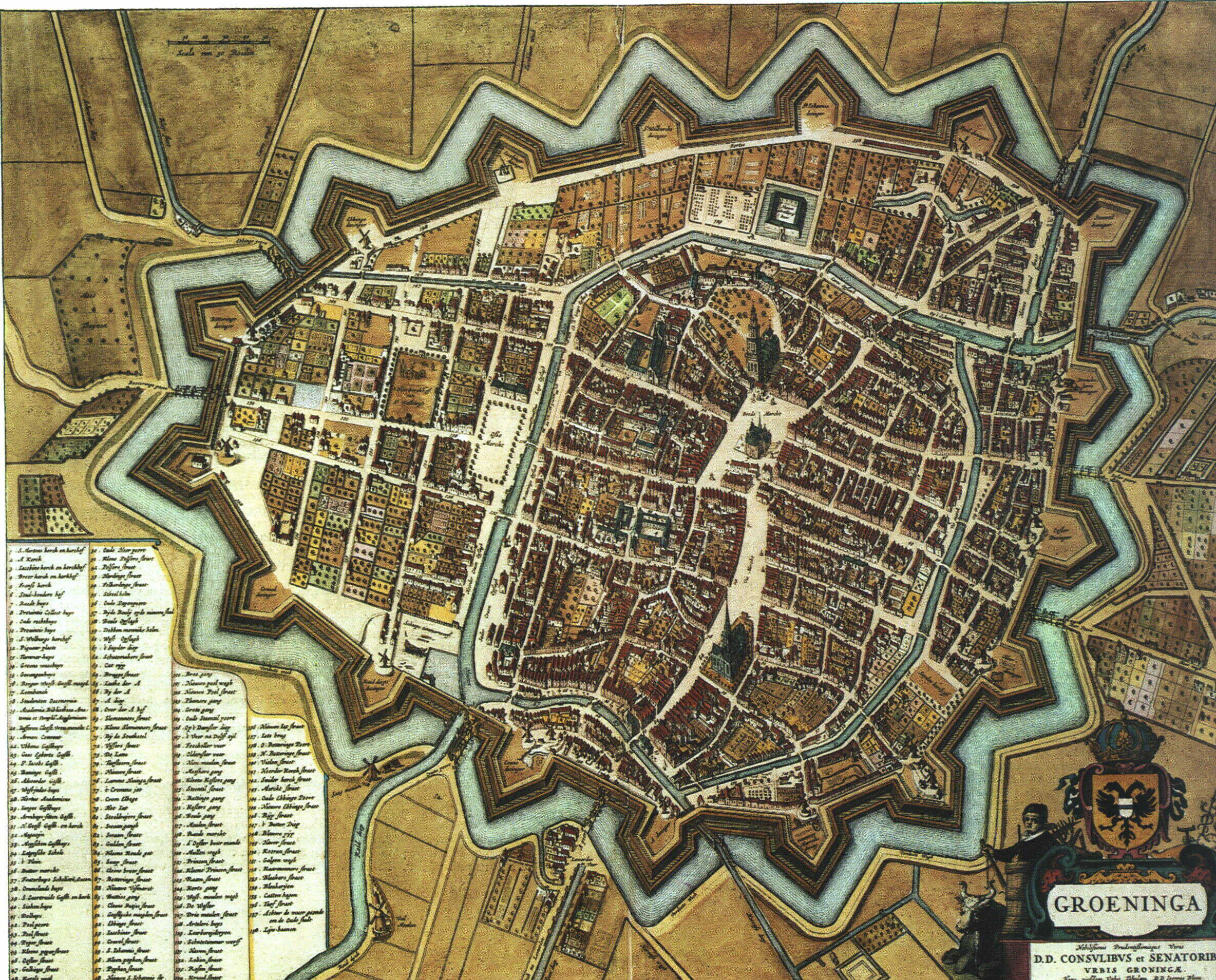
1652年の地図

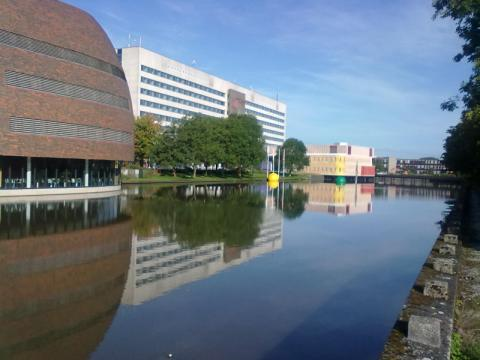
フローニンゲン大学のキャンパス

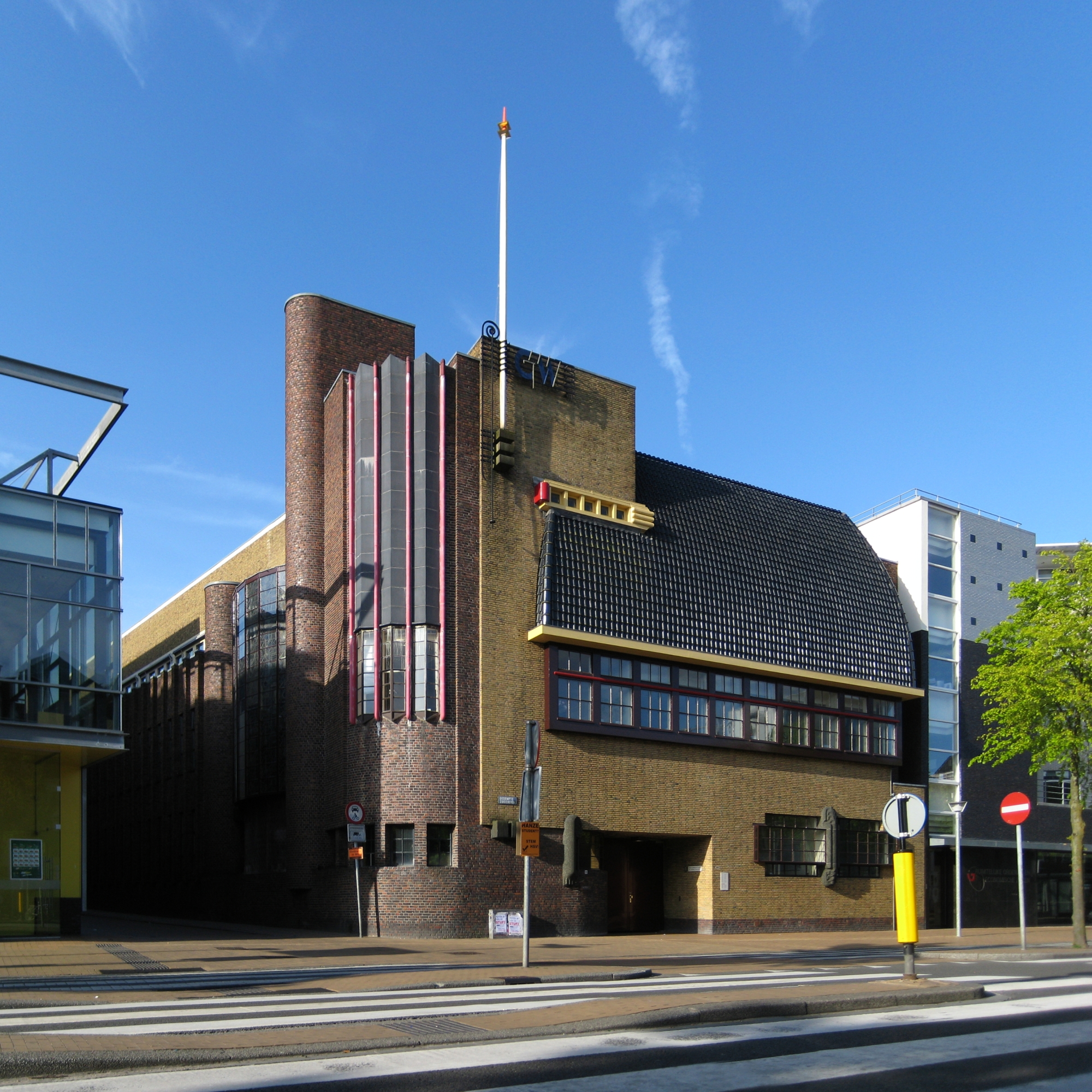
アーキテクチャ

## 地区
フローニンゲン基礎自治体には次の地区がある。
| - A-kwartier - Beijum - Binnenstad - Buitenhof - Coendersborg - Corpus den Hoorn - Driebond - Engelbert - MEER-dorpen* - Europapark - Euvelgunne - Gravenburg - Grunobuurt - De Held - Helpman - Herewegwijk - Hoogkerk* - De Hoogte | - Hoornse Meer - Hortusbuurt - De Hunze - Klein Martijn - Korrewegwijk - Kostverloren - Laanhuizen - Lewenborg - De Linie - Meerstad*** - De Meeuwen - Noorddijk* - Noorderhoogebrug* - Noorderplantsoenbuurt - Oosterhoogebrug* - Oosterparkwijk - Oosterpoortwijk | - Oranjewijk - Oude Roodehaan - Paddepoel - Piccardthof - Reitdiep - Rivierenbuurt - Ruischerbrug* - Schildersbuurt - Selwerd - Van Starkenborgh - Stadsparkwijk - Tuinwijk - Ter Borch** - Ulgersmaborg - Villabuurt - Vinkhuizen - Woonschepenhaven - De Wijert - Zeeheldenwijk |

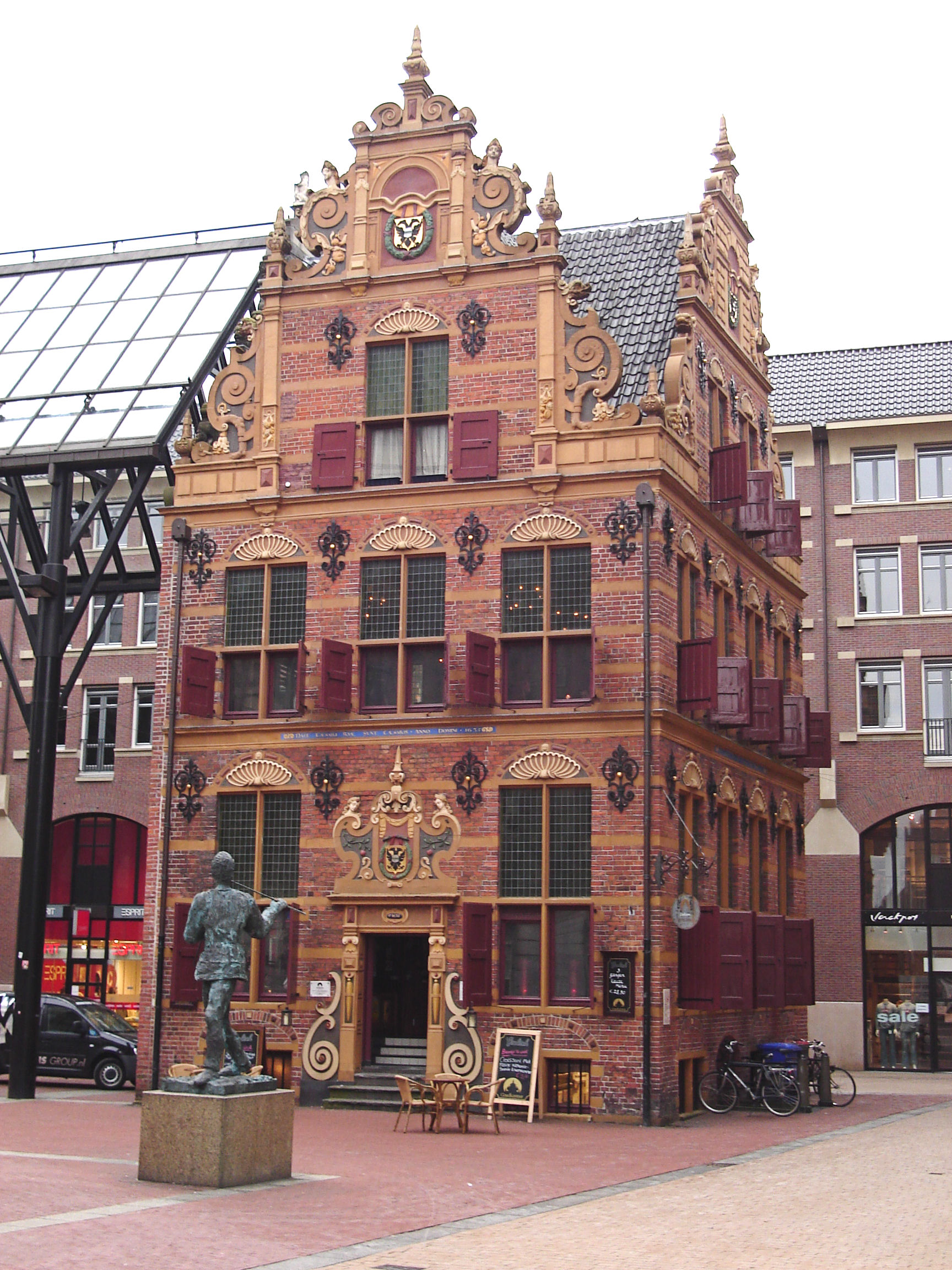
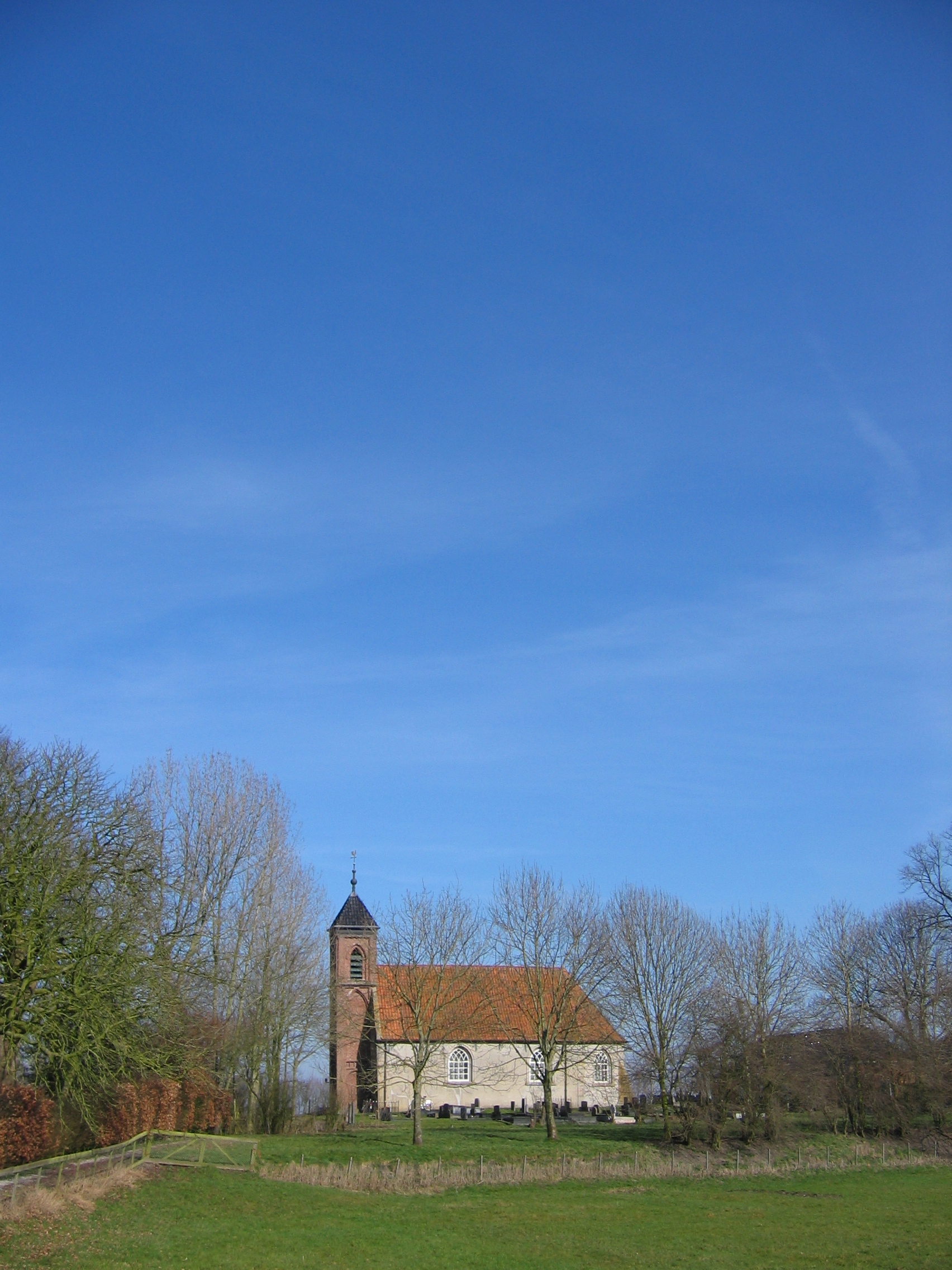
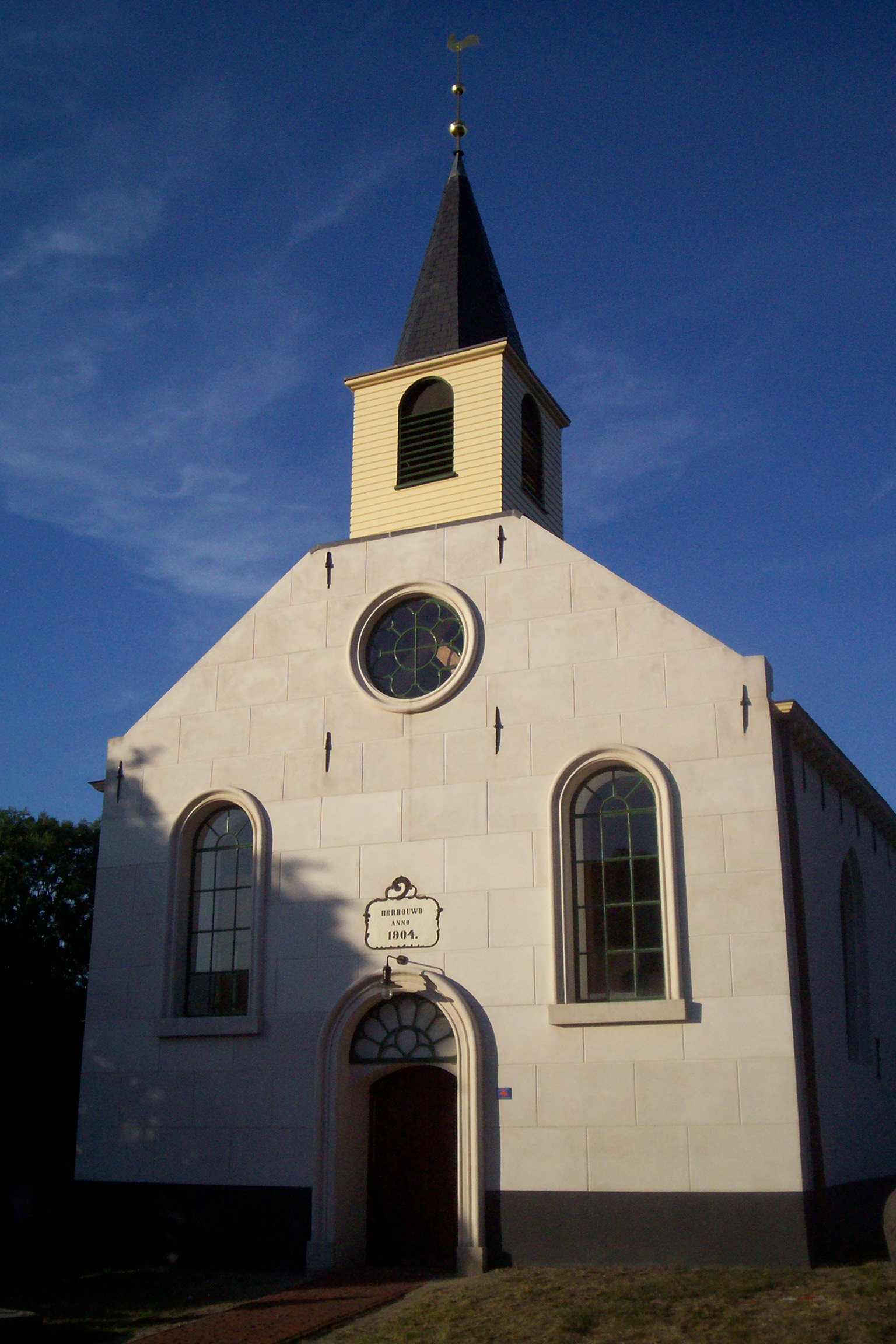
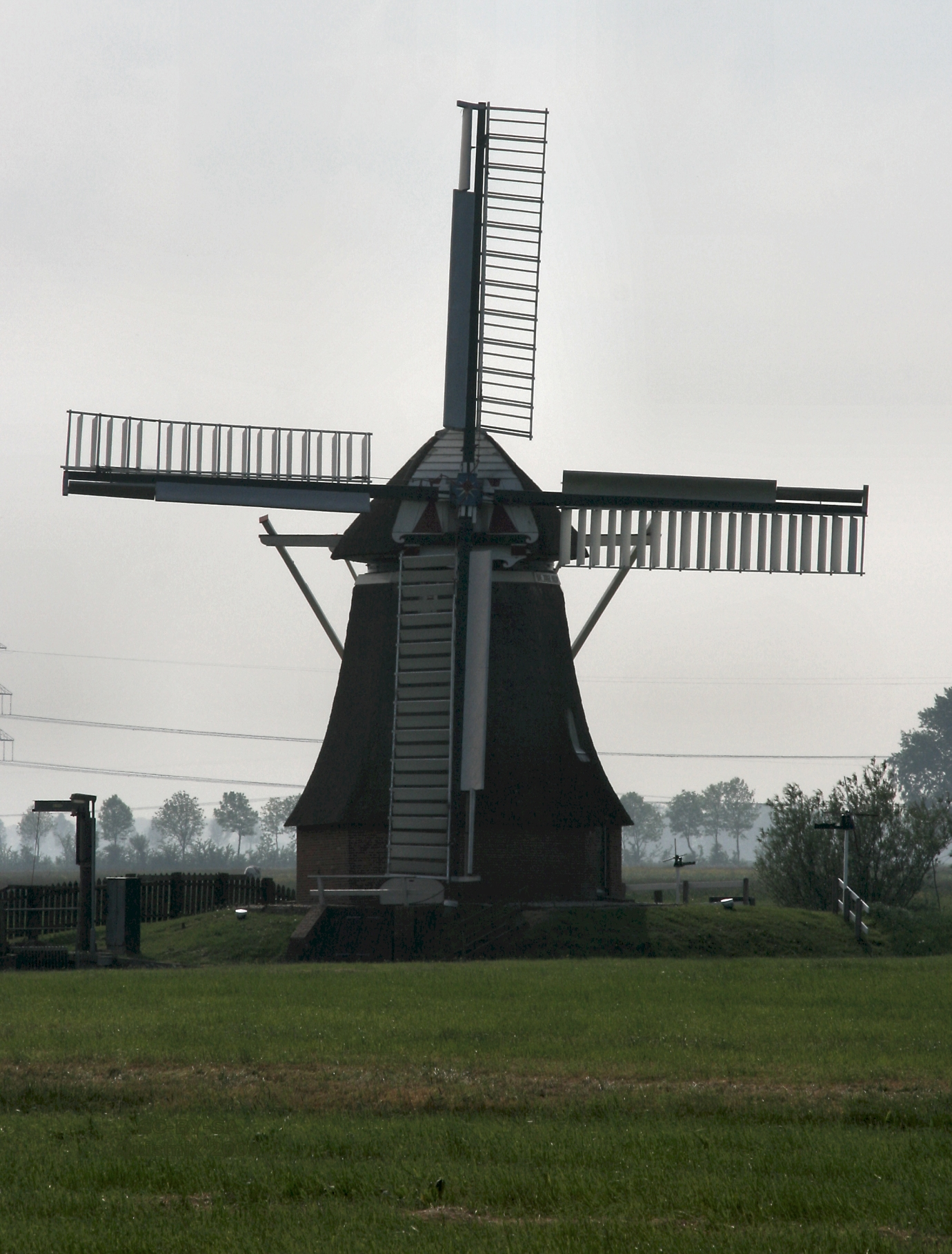
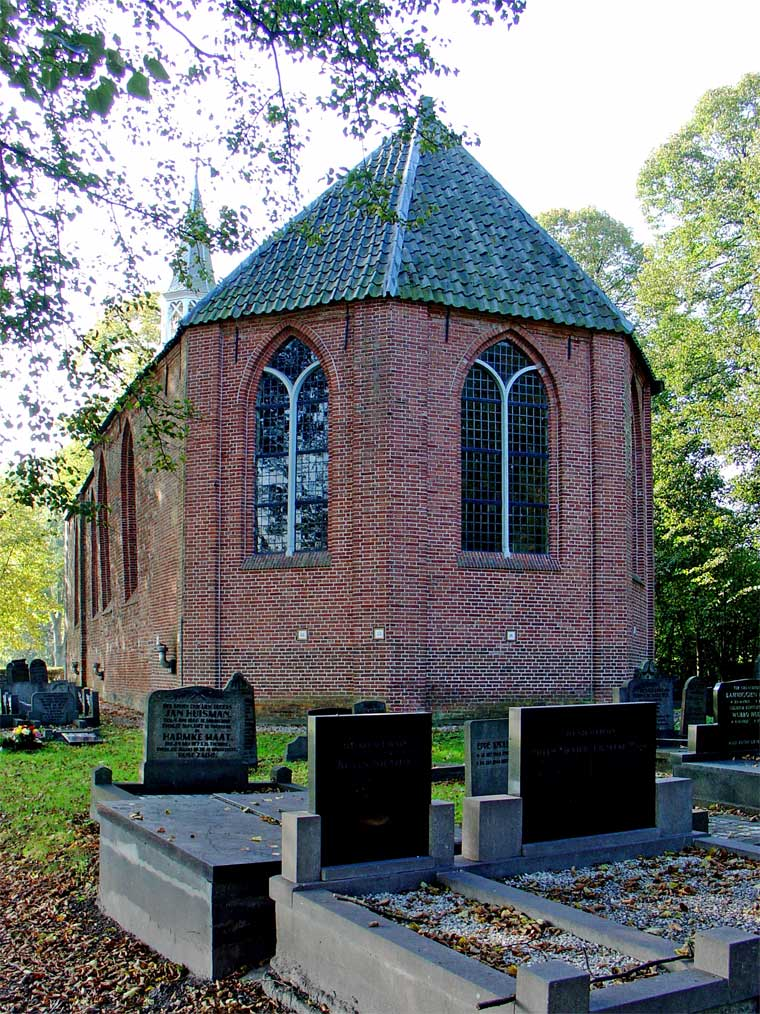
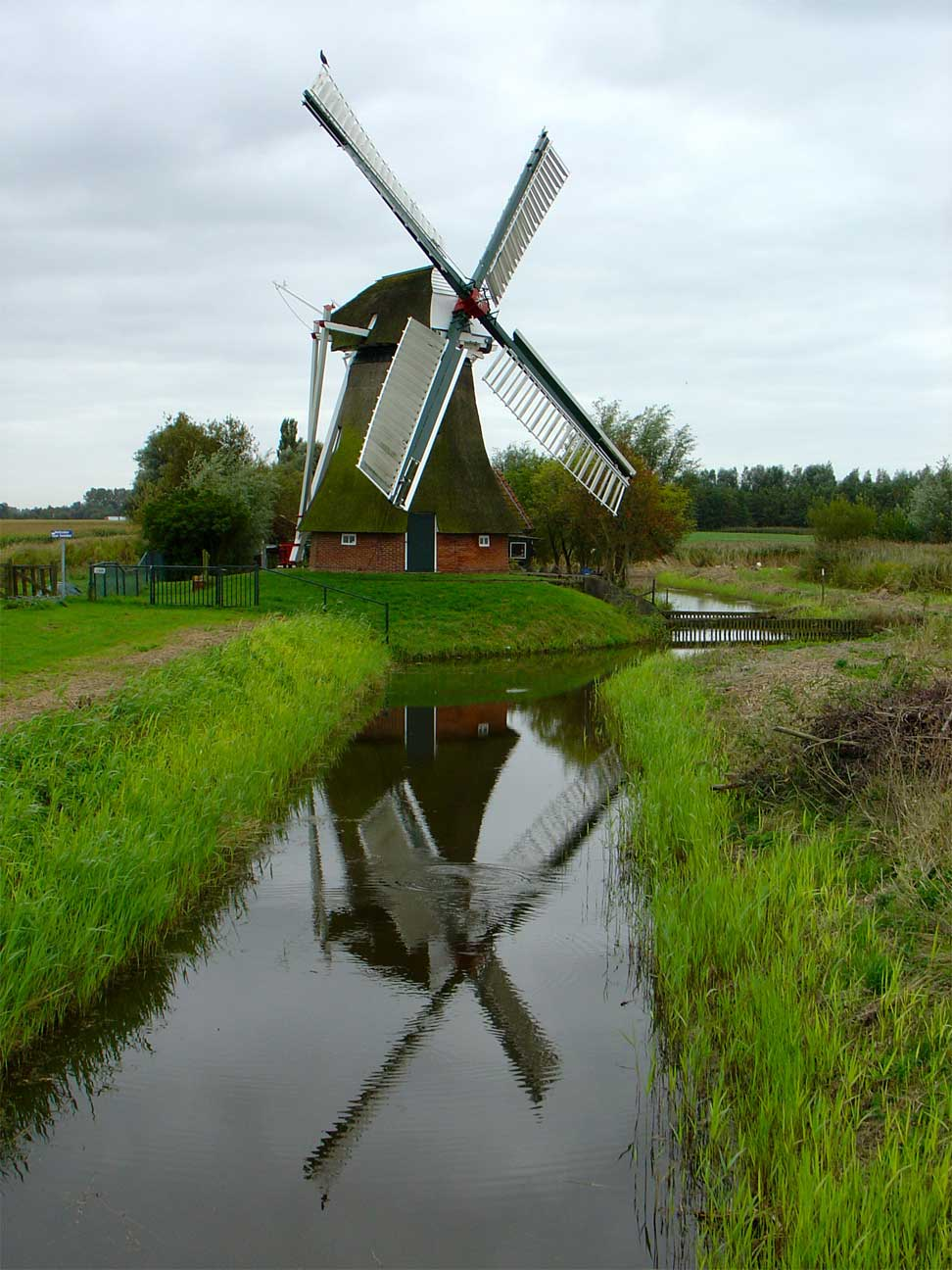
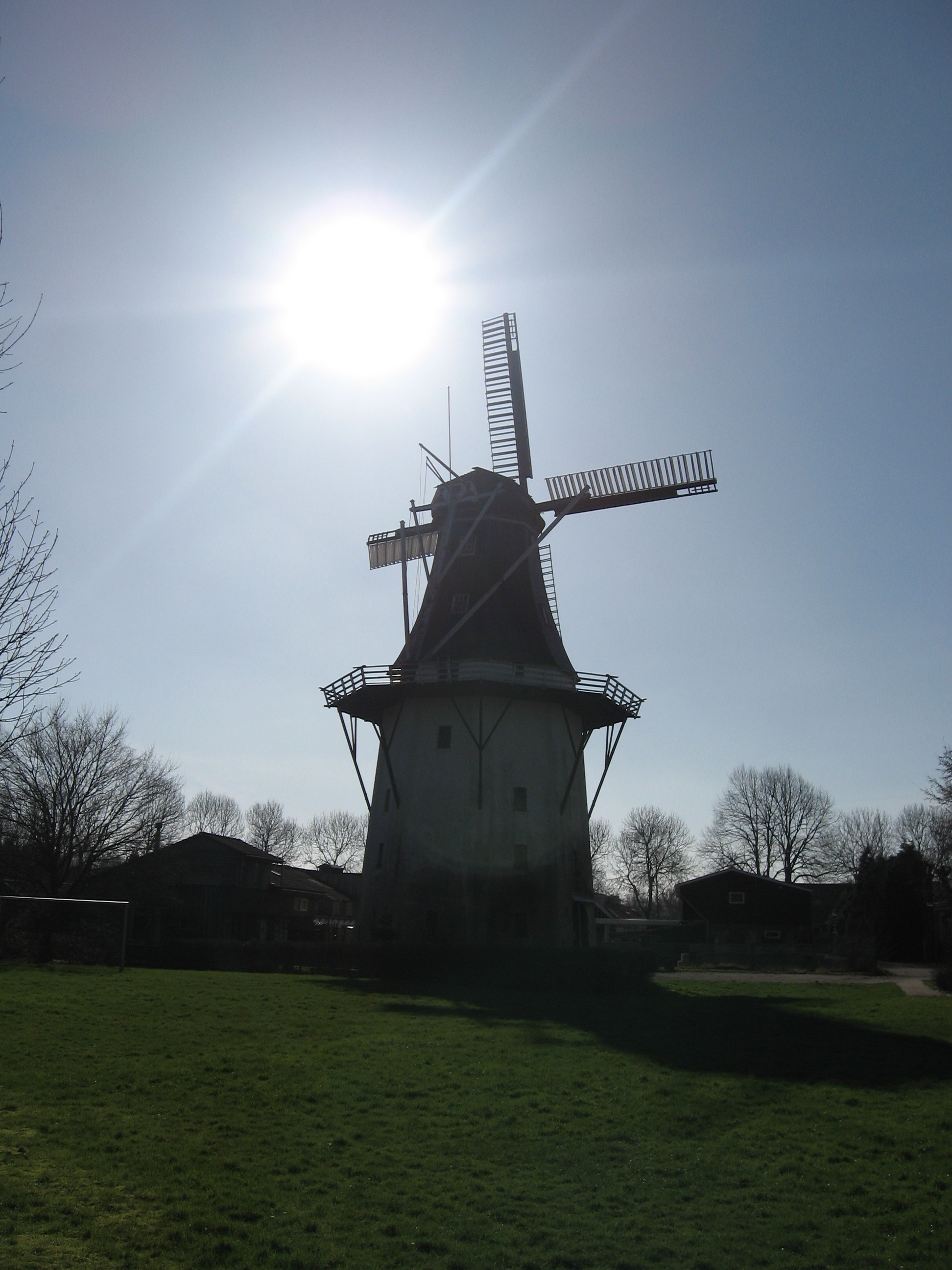
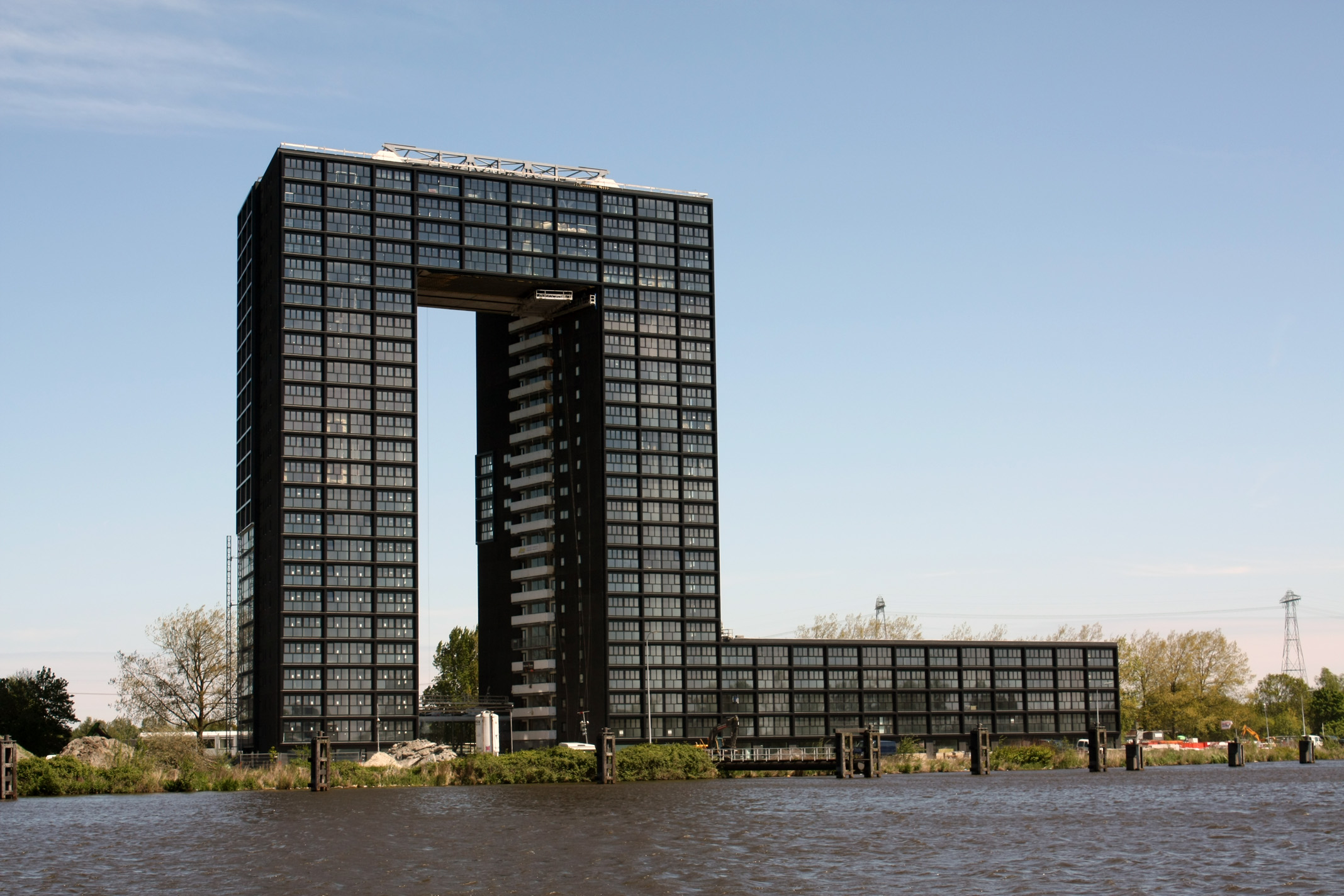
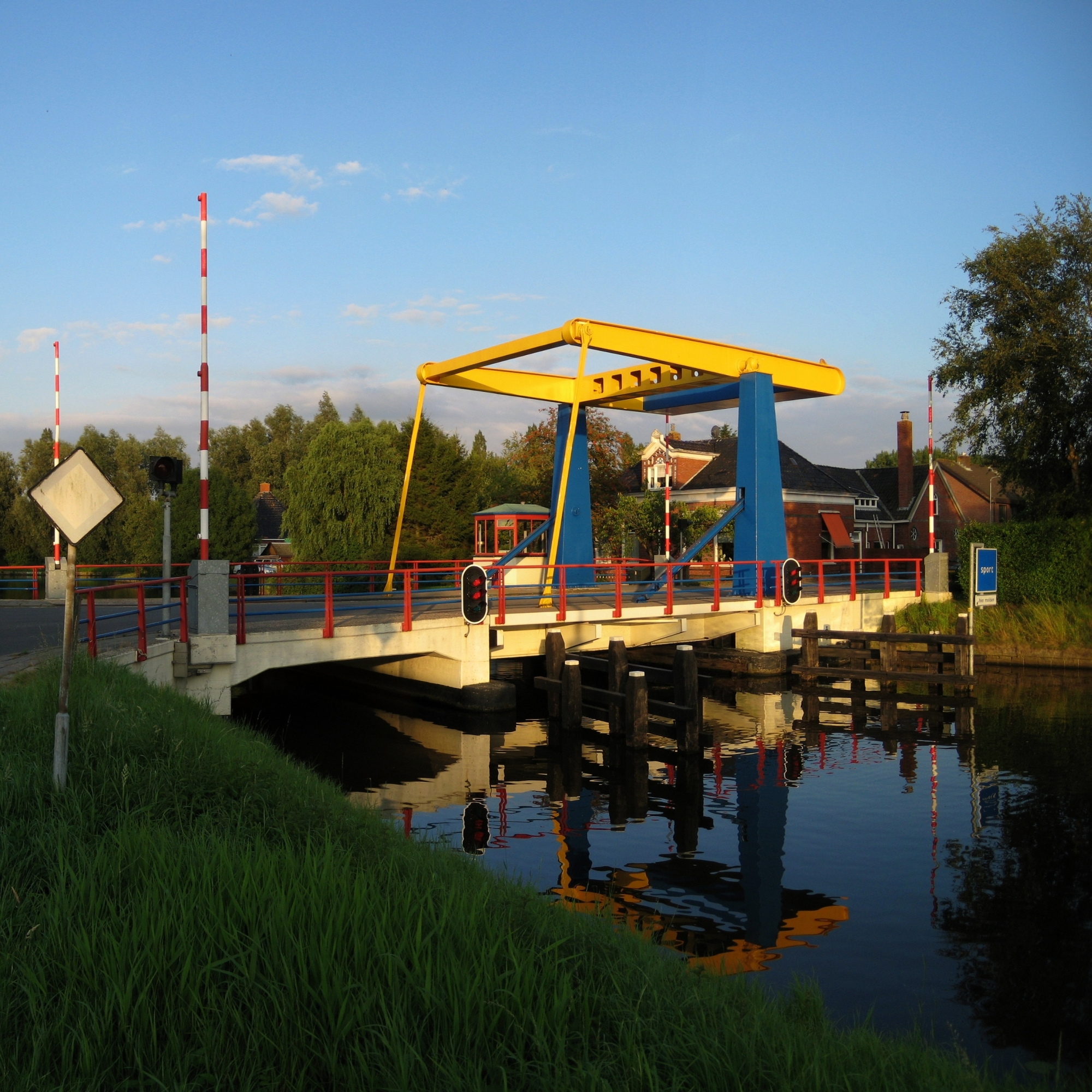

## 交通
航空
フローニンゲン・エールデ空港が街の南約10kmにあるが、旅客便はほとんど運航されておらず、2008年現在、bmiがイギリスのアバディーンへの定期便を運航しているのみ。
道路
高速道路A 7、A 28が自治体内を通過している。
鉄道
オランダ鉄道フローニンゲン駅からの主な列車は、アムステルダム南駅経由スキポール空港駅行きインターシティが1時間に1本（アムステルダムまでの所要時間、2時間30分）、ユトレヒト経由デン・ハーグ中央駅行きインターシティが1時間に1本運行されている。
自転車
大学生の多い街であること、また市街地の自動車利用を抑制する都市計画が採られていることから、フローニンゲンは自転車が全国的によく活用されているオランダにおいても、特に自転車利用の多い街として知られる。

## ガス田
1959年に発見されたフローニンゲン・ガス田は南北45km・東西25kmの大きさで、世界で10本の指に入る埋蔵量を有する。1963年の生産開始以来、その60%を生産したが、まだ50年もつと言われる。ロイヤルダッチシェルとエクソンモービルが共同で操業している。
2000年代以降、ガス採掘に誘発された地震などにより地域の住宅への被害が深刻化したことから、地元住民らがガス田閉鎖を求める運動を実施。オランダ政府は2023年から2024年にまでにガス田を恒久的に閉鎖する目標を立てた。しかしながら2020年代に入ると二酸化炭素排出削減目標が建てられ天然ガスの需要が増加することが見込まれるようになったこと、また、2022年ロシアのウクライナ侵攻によりロシア産天然ガスの安定的な供給が見込めなくなるなどガス田の行方を左右する出来事が生じた。

## 主な出身者
- ヨハン・ホイジンガ 1872-1945：歴史家
- ヘイケ・カメルリング・オネス 1853-1926：物理学者。低温物理学への貢献でノーベル物理学賞受賞
- アベル・タスマン 1603-1659：探検家。タスマニア島、ニュージーランド、フィジーを発見
- ジョニー・ハイケンス 1884-1945：作曲家
- ダニエル・ベルヌーイ 1700-1782：数学者・物理学者
- アダム・ポラク 1984-：プロレスラー
- バウク・モレマ 1986- ：自転車ロードレース選手

## 姉妹都市
- ムルマンスク、ロシア
- ニューカッスル・アポン・タイン、イングランド
- オルデンブルク、ドイツ
- オーデンセ、デンマーク
- ズリーン、チェコ
- カリーニングラード、ロシア
- グラーツ、オーストリア
- サン・カルロス(San Carlos)、ニカラグア
- タリン、エストニア
- カトヴィツェ、ポーランド
- 天津、中国
- ジャバリア(Jabalia)、パレスチナ